# Ricardinho (fotbalista, 1976)
Ricardo Luis Pozzi Rodrigues známý jako Ricardinho (* 23. květen 1976 São Paulo) je bývalý brazilský fotbalista. Nastupoval povětšinou na postu záložníka.
V brazilské reprezentaci odehrál 25 utkání, v nichž dal 1 gól. Stal se s ní mistrem světa roku 2002. Hrál též na světovém šampionátu roku 2006.
S Corinthians vyhrál roku 2000 pokusný první ročník Mistrovství světa klubů.
Třikrát vyhrál brazilskou ligu, dvakrát s Corinthians (1998, 1999), jednou s FC Santos (2004). S Beşiktaşem İstanbul získal turecký pohár.